# Făcut în URSS
Făcut în URSS (în rusă Сделан в СССР, transliterat: Sdelan v SSSR) este un cântec patriotic pe ritmuri de rock lansat de către muzicianul rus Oleg Gazmanov⁠(en)[traduceți] în anul 2005. Alături de alte piese muzicale precum cea a lui Iuri Șevciuk⁠(en)[traduceți] Născut în URSS⁠(ru)[traduceți] din anul 1997 sau varianta sa hip hop din anul 2006 a lui Ligalize⁠(en)[traduceți], piesa (expresie a reinventării identității sovietice) a servit la reconstrucția identității naționale ruse postsovietice în arealul Federației Ruse și în grupul etnicilor ruși.
Melodia a ajuns un șlagăr cu o largă difuzare pe teritoriul Rusiei și a facilitat efortul președintelui Vladimir Putin de a construi o imagine romantică, a Uniunii Sovietice, a bărbăției ruse și a patriotismului rus sau, respectiv neosovietic (imperial).
La 18 martie 2022, la aniversarea anexării Crimeii de la Ucraina de către Federația Rusă, acesta a fost reinterpretat de către Gazmanov, cu prilejul unui mare miting-concert⁠(en)[traduceți] la Moscova  de susținere pentru invazia militară a Rusiei în Ucraina, din același an. Mesajul transmis de piesă, care anterior a determinat reacții negative în Țările Baltice și Ucraina (ocupate și încorporate cândva în Uniunea Sovietică) și care îngrijorează și astăzi Republica Moldova, a sugerat că ambițiile actuale ale Rusiei urmăresc ținte mai îndepărtate, care au suportul elitelor statului rus.

## Subiect
| “                                                           | Ucraina și Crimeea, Belarus și Moldova Aceasta este patria mea! | ” |
| — Versurile cu care începe cântecul patriotic Сделан в СССР |                                                                 |   |

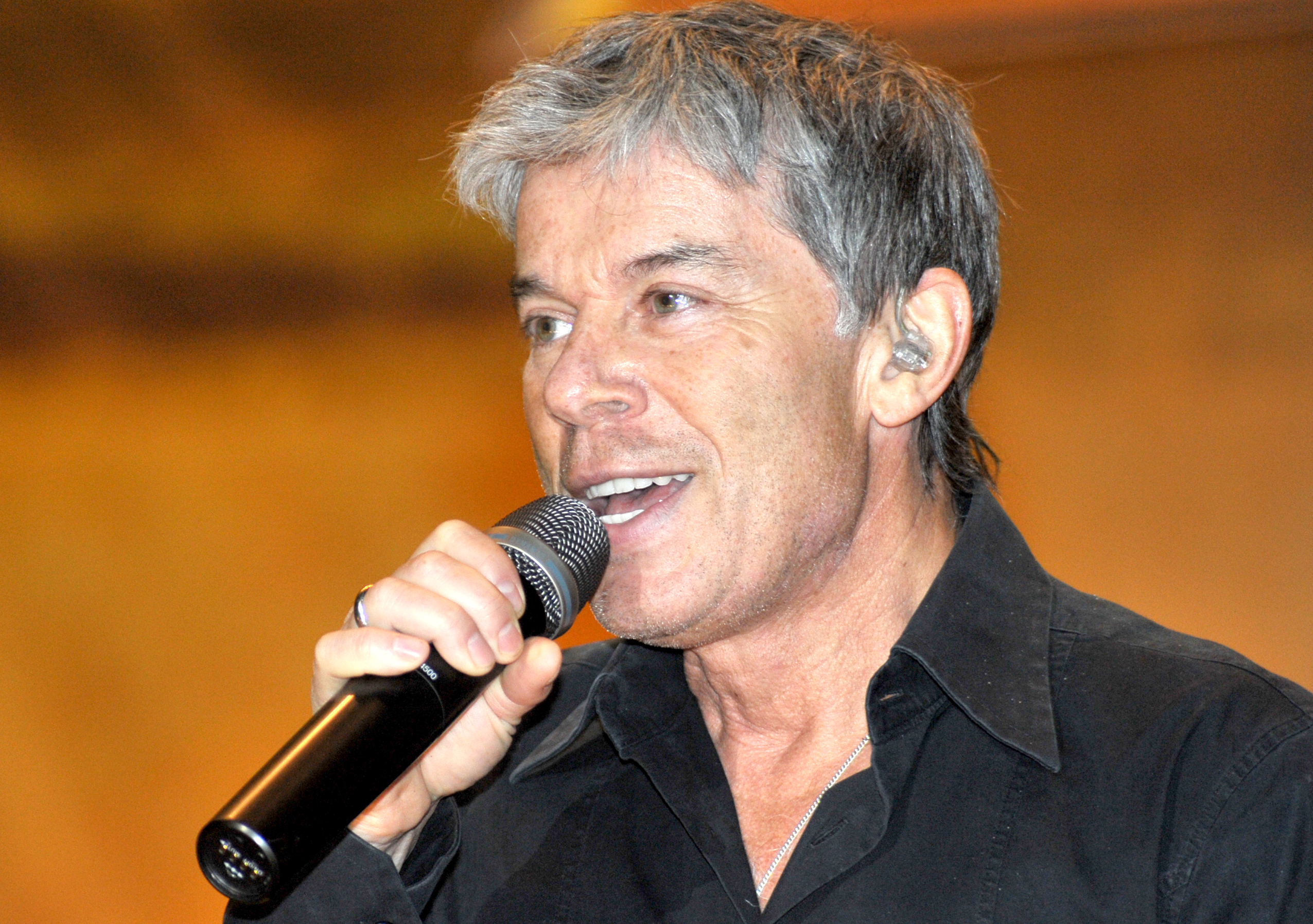
Oleg Gazmanov (aici în 2011)

Cântecul, care a fost lansat în anul 2005 de către cântărețul de rock rus Oleg Gazmanov⁠(en)[traduceți], un apropiat al președintelui Federației Ruse Vladimir Putin, este unul care exprimă frustrarea provocată de destrămarea Uniunii Republicilor Sovietice Socialiste. Gazmanov de altfel și-a câștigat marea popularitatea din Rusia drept efect al melodiilor sale patriotice pe ritmuri de rock, ce glorifică imperialismul sovietic. A cântat pentru veteranii armatei ruse și a susținut concerte de comemorare a Uniunii Sovietice și a puterii militare a Rusiei, primind din partea președintelui Vladimir Putin tilul de Artist al Poporului și fiind decorat de acesta. Ca urmare a melodiilor sale a primit însă interdicție de intrare în Letonia, Lituania și Ucraina.
Piesa, care este una patriotică, în mod semnificativ a fost intitulată „Făcut în URSS” și are o abordare polietnică a Rusiei, bazată pe nostalgia trecutului sovietic. Compoziția apelează încă de la început la o listă de regiuni geografice (Sahalin și Kamceatka, Munții Ural, Krasnoiarsk, Siberia și Volga, alături de Caucaz) și foste state ale Uniunii Sovietice. Despre toate acestea versurile afirmă că ele reprezintă patria cântărețului. Primele două versuri (în rusă Украина и Крым, Беларусь и Молдова/Это моя страна!, transliterat: Ucraina i Krîm, Belarus' i Moldova/Eto moia strana!) includ în teritoriul patriei sovietice Crimeea, Belarus și Moldova, cărora le alătură ulterior Kazahstanul și Țările Baltice. Toate acestea reprezintă locații semnificative din punct de vedre cultural sovietic.
Textul, ale cărui versuri sunt organizate în jurul unei liste de nume, continuă să descrie mândria cântărețului în raport cu țara sa natală. După indicativele geografice urmează mari figuri cu semnificație culturală de punct de vedere al lumii ruse precum membrii dinastiilor Rurik și Romanov, alături de care sunt menționați atât Lenin, cât și Stalin, oameni de cultură cum ar fi Pușkin, Esenin,  Vîsoțki, Glinka, Tolstoi, Dostoievski și Ceaikovski, ai științei (Gagrin) alte figuri ca Jukov, Suvurov,  organizații, instituții (KGB), produse industriale și evenimente. Asociază imagini aparent contradictorii: ruine de biserici și mărci ale noii epoci: Piața Roșie și căile de comunicație transcontinentale, oligarhi și cerșetori, pe cei puternici și pe cei ruinați. Adaugă, de asemenea evenimente și alte simboluri importante din punct de vedere al semnificației culturale: medalii olimpice de aur, torpila, șahul, opera, cel mai bun balet, forțele navale, terestre⁠(en)[traduceți], aeriene, infanteria marină⁠(en)[traduceți].
Toate acestea contribuie la definirea națiunii dragi, astfel cum este rezumat în fiecare verset final, de forma „Asta/Aceasta este țara mea”. Lista este destinată să inducă sentimente atât de mândrie cât și de unicitate și să provoace impresie puternică ascultătorilor, pentru a-i uni și ai face parte a identității Uniunii Sovietice. Pentru unii însă, lista reprezintă de fapt o formă de propagandă de rău augur, cu caracter amenințător.
În mod evident, refrenul: „M-am născut în Uniunea Sovietică, am fost făcut în URSS”, continuă să explice ceea ce este deja neîndoielnic.
Cântecul, inspirat din melodia Born in the USA⁠(en)[traduceți] a lui Bruce Springsteen, deși se aseamănă cu aceasta prin stilul muzical similar și printr-un refren aproape identic, se deosebește de ea prin lipsa aspectului critic (evidențiat la Springsteen de critica adusă Războiului din Vietnam, precum și modului în care au fost tratați veteranii acestuia).

## Context și semnificație
Consumerismul culturii pop a îmbrățișat rapid idea unicității URSS, iar mai târziu a fi „Născut în URSS” (motiv lansat prin intermediul muzicii rock ruse în anul 1997) a devenit o componentă a reconstrucției identității post-sovietice.
În contextul conducerii Federației Ruse de către Valdimir Putin, melodia lui Gazmanov a facilitat efortul președintelui de a construi o imagine romantică a Uniunii Sovietice, a bărbăției ruse și a patriotismului rus sau, respectiv neosovietic (imperial).

### Context

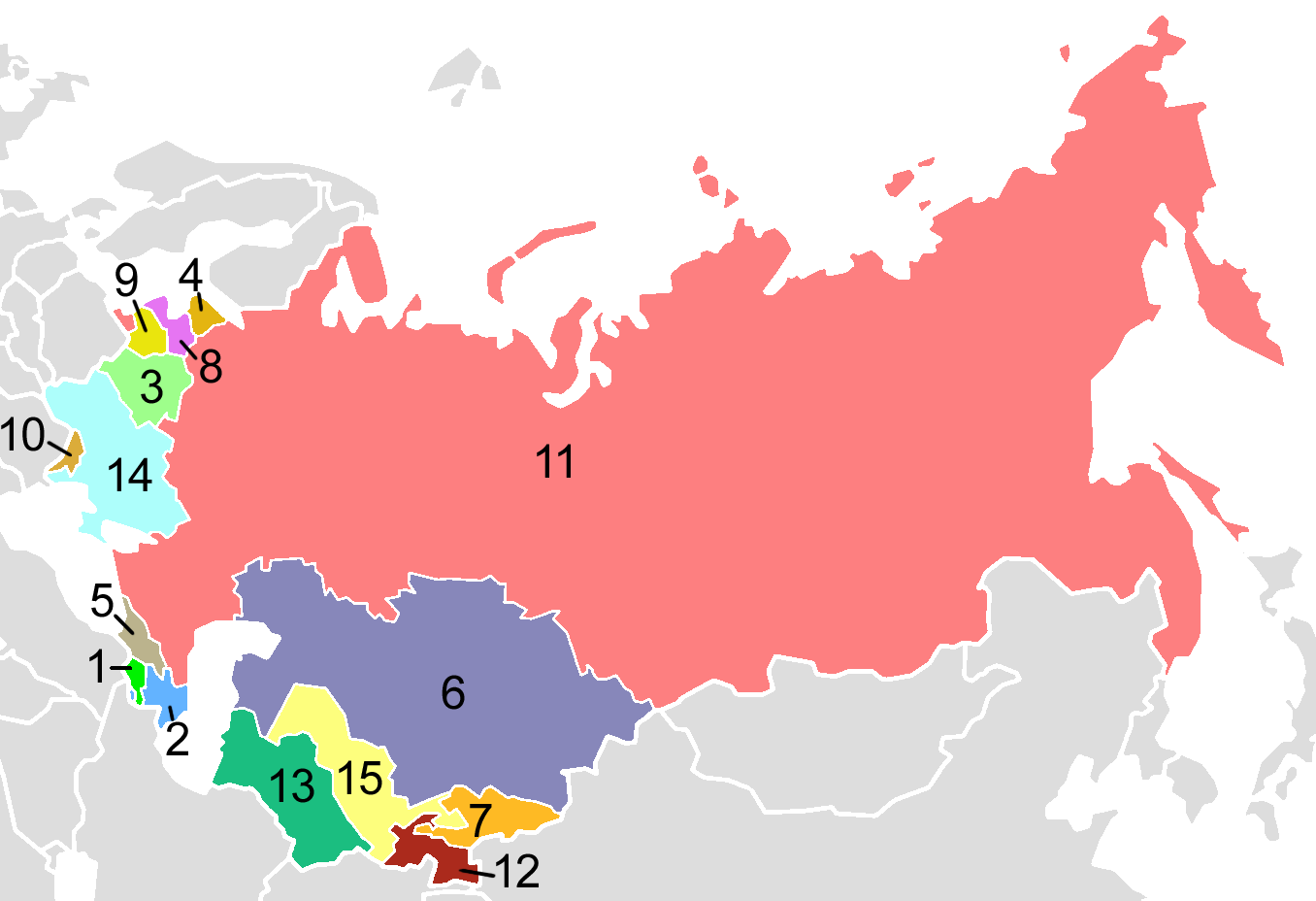
Republicile Uniunii Sovietice.

În ce privește spațiul post-sovietic, în arealul Federației Ruse și în grupul etnicilor ruși pare să existe cea mai puternică nostalgie pentru perioada sovietică, percepută drept o epocă de aur a coexistenței armonioase sub supravegherea statului rus (e epocă în care nu a existat un regim de vize între republicile sovietice și în care contactele culturale erau strânse iar cântăreții cu popularitate din republici formau platforma pop sovietică oficială (tip de platformă căreia îi aparține de fapt și Gazmanov).

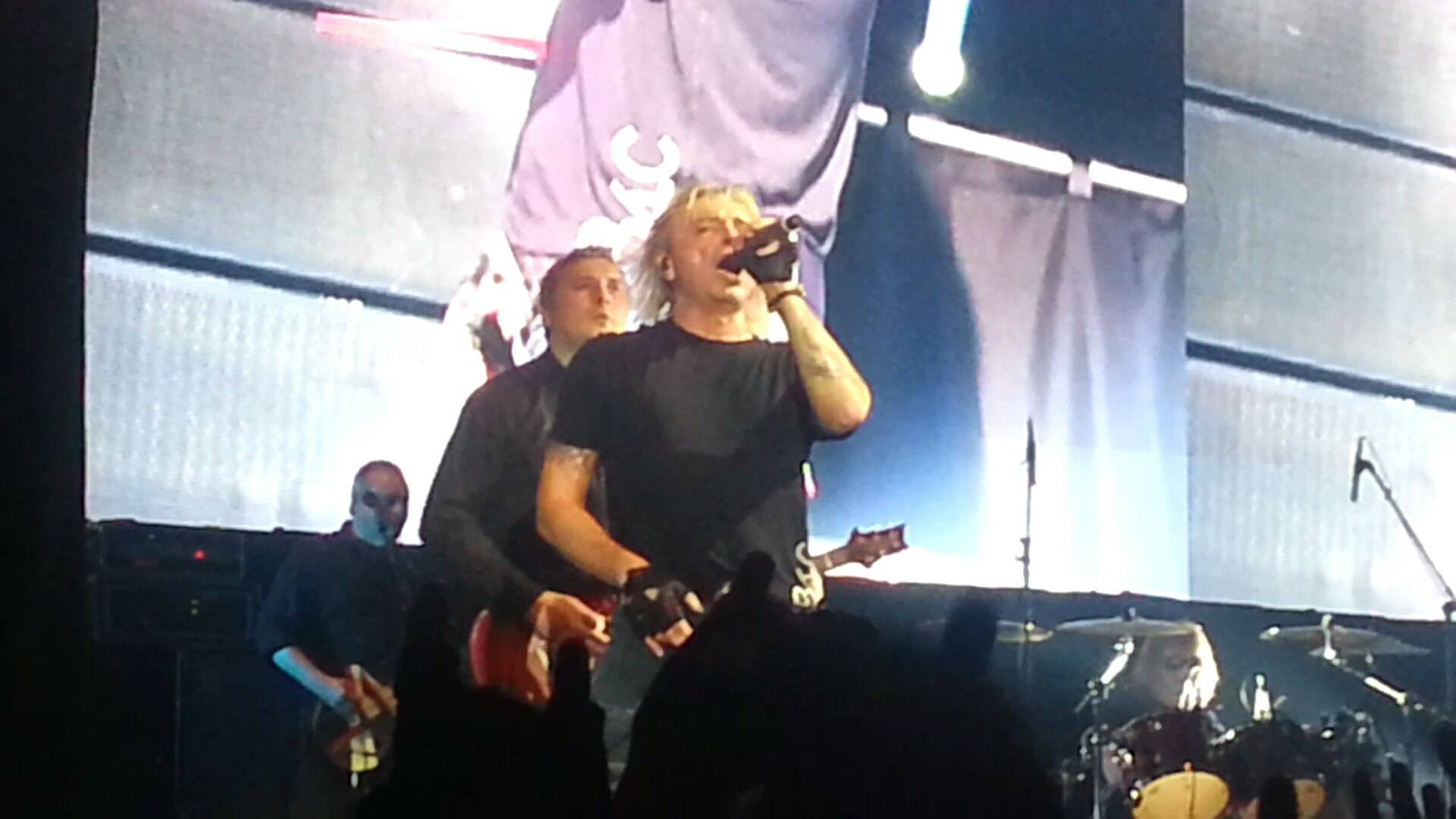
Spre diferență de perspectiva supranațională a lui Gazmanov, formația rusă Alisa a exprimat una ruso-ortodoxă.

Este de menționat că viziunea fostelor republici unionale (cu precădere Țările Baltice, Ucraina și Georgia) nu este una atât de idilică precum cea rusă, în raport cu trecutul sovietic, perceput drept colonial. Existând după destrămarea URSS posibilitatea de distanțare de hegemonia sovietică și respectiv rusă, în aceste areale istoria lor proprie a fost derusificată, iar caracterul oficial al limbii ruse a fost limitat. Reacția de furie a  Guvernului Rusiei⁠(en)[traduceți] nu a făcut decât să mărească clivajul dintre fostele state.
Pe de altă parte, ar fi de remarcat faptul că există un spectru divers al identității naționale în Rusia, care formează un continuum între caracterul limitat etnic propriu (care tinde spre un concept etnico-religios slav ruso-ortodox, astfel cum este exprimat el de către formația rusă Alisa⁠(en)[traduceți] în melodia Cerul slavilor – în rusă Небо славян, transliterat: Nebo slavian) și cel extins regional supranațional, bazat pe conceptul Uniunii Sovietice (astfel cum este el exprimat de Gazmanov).
În ce privește discursul social și formele sale de exprimare culturală, motivul „Născut în URSS” a apărut drept expresie a culturii populare post-sovietice după 1997, odată cu piesa Născut în URSS⁠(ru)[traduceți] (în rusă Рождённый в СССР) a lui Iuri Șevciuk⁠(en)[traduceți]. În timp, dacă inițial nostalgia epocii sovietice a fost un element de marketing, ulterior aceasta a devenit o modalitate de  de reevaluare a trecutului sovietic, de înțelegere a noii identității de după epoca respectivă și de reconstrucție a identității naționale ruse. Spre sfârșitul anilor 1990, deja „Născut în URSS” devenise un motiv popular în cultura de masă, reluat ulterior de cântăreți precum Gazmanov și Ligalize⁠(en)[traduceți] și transformat într-un refren și în același timp într-un slogan. Fiecare dintre acești trei muzicieni au fost expresia unor atitudini diferite în raport cu trecutul: plângere a identității pierdute (Iuri Șevciuk – „Născut în URSS”), reînvierea identității sovietice (Oleg Gazmanov – „Născut în URSS”) și respectiv dezvoltarea unei noi identități post-sovietice (Ligalize  – varianta hip hop a „Născut în URSS” de pe albumul din anul 2006 „XL⁠(ru)[traduceți]”).
Cele trei piese menționate se pot constitui astfel atât într-o platformă de lansare a unei discuții despre lumea rusofonă și despre politizarea limbii, cât și despre stereotipiile despre culturile rusă și sovetică.

### Semnificație
Piesa artistului, care din punctul de vedere al slavistei Irina Six este o expresie a culturii pop kitsch, este în speță o reflexie a dorinței care există atât pentru portretizarea unei moșteniri comune, care, are ca fundament un trecut imperial comun (cu precădere sovietic), cât și  pentru scoaterea în evidență a rolului primordial al Rusiei, prin intermediul apelului la personalități naționale ruse prerevoluționare.
Din punct de vedere al nostalgiei după epoca sovietică, remarcă profesoare de etnomuzicologie⁠(de)[traduceți] David-Emil Wickström⁠(de)[traduceți], legătura făcută în cântec între URSS și Federația Rusă poate fi privită din mai multe puncte de vedere. Astfel, pe de-o parte această legătură poate fi interpretată atât (mai ușor) prin prisma fostei hegemoniei ruse în cadrul URSS și a șovinismului național velicorus, cât și prin cea a  unui complex care asociază mândria națională, patriotismul pozitiv, sărbătorirea istoriei și a realizărilor comune și a dragostei pentru patria mamă. Ultimele nu sunt neapărat incompatibile cu dorința de unitate și comuniune pașnică între mai multe etnii, această dorință de conviețuire pașnică fiind exprimată de către Gazmanov în cele două versuri situate la finalul recitativului, în care artistul se întreabă cum pot celelalte foste republici sovietice să se înțeleagă fără Rusia:„Granițele ne sufocă, fără viză este imposibil!/ Cum e fără noi, răspundeți, prieteni!” (în rusă Душат границы – без визы нельзя!/ Как вам без нас – отзовитесь, друзья!). După cele două versuri urmează o perioadă de tăcere în linia melodică, timp în care ecoul frazei diminuă iar publicul continuă să aplaude.
Este de remarcat, în context, că anul 2005 este unul semnificativ din perspectiva lansării melodiei, deoarece coincide unei epoci de accentuare a diviziunii post-coloniale a spațiului fost sovietic dintre Rusia și unele dintre fostele republici unionale. Momentul respectiv succede astfel atât revoluților colorate⁠(en)[traduceți] care au avut loc în Ucraina și în Georgia, cât și instaurării unui regim de vize cu Statele Baltice și Georgia.
Ar mai fi de notată că, în ce privește melodia „Făcut în URSS”, există o compatibilitate evidentă atât cu forma pozitivă de patriotism sprijinit de Guvernul Rusiei, cât și cu perspectiva prin care președintele Vladimir Putin revendică o mândrie istorică nediscriminatorie, asociată cu referiri la creștinismul rus ortodox, asigurându-se în context de propria sa portretizare drept credincios ruso-ortodox.

## Melodie
Cântecul are trăsături care scot în evidență un aspect participativ, care are ca efect crearea unei experiențe comune.Chitara din introducere face aluzie la un imn (național) și este susținută de claviatură, Chitară bas și de rutina tobelor⁠(en)[traduceți], care accentuează aluziv talgerele și fuscinelele⁠(en)[traduceți], într-un mod fastuos oficial.
Refrenul are suprapuneri vocale provenite din publicul care cântă alături de artist. Dacă la început melodia aduce aminte de sentimentul unui concert live care are loc pe un stadion, efectul fiind îmbunătățit de reverberațile necesare pentru a sugera un spații vast, ulterior seamănă cu un recitativ rap. Efectul de sugerare a unui stadion unde se desfășoară o reprezentație live la care se află o mulțime încurajatoare (care se asociază refrenului și liniilor de răspuns din vers) este potențat de acompaniamentul ușor dezordonat. Aspectul participativ este potențat de bătăile ritmice ale tobei mici⁠(en)[traduceți], care accentuează a doua și a patra bătaie de palme. Același lucru este încurajat și structural, în momentul în care ritmul de bază al tobei urmează introducerii și primului refren.

## Versuri
| În limba rusă | Traducere |
| --- | --- |
| Сделан в СССР Украина и Крым, Беларусь и Молдова – Это моя страна! Сахалин и Камчатка, Уральские горы – Это моя страна! Краснодарский край, Сибирь и Поволжье, Казахстан и Кавказ, и Прибалтика тоже... Я рождён в Советском Союзе, Сделан я в СССР! Я рождён в Советском Союзе, Сделан я в СССР! Рюрики, Романовы, Ленин и Сталин – Это моя страна! Пушкин, Есенин, Высоцкий, Гагарин – Это моя страна! Разорённые церкви и новые храмы, И Красная площадь, и стройка на БАМе... Я рождён в Советском Союзе, Сделан я в СССР! Я рождён в Советском Союзе, Сделан я в СССР! Олимпийское золото, старты, победы – Это моя страна! Жуков, Суворов, комбайны, торпеды – Это моя страна! Олигархи и нищие, мощь и разруха, КГБ, МВД и большая наука... Я рождён в Советском Союзе, Сделан я в СССР! Я рождён в Советском Союзе, Сделан я в СССР! Глинка, Толстой, Достоевский, Чайковский, Врубель, Шаляпин, Шагал, Айвазовский, Нефть и алмазы, золото, газ, Флот, ВДВ, ВВС и спецназ! Водка, икра, Эрмитаж и ракеты, Самые красивые женщины планеты, Шахматы, опера, лучший балет – Скажите, где есть то, чего у нас нет! Даже Европа объединилась в союз! Вместе наши предки сражались в бою, Вместе выиграна Вторая мировая война, Вместе – мы самая большая страна! Душат границы – без визы нельзя! Как вам без нас – отзовитесь, друзья! Я рождён в Советском Союзе, Сделан я в СССР! Я рождён в Советском Союзе, Сделан я в СССР! О-о, я рождён в Советском Союзе, Сделан я в СССР! О-о, я рождён в Советском Союзе, Сделан я в СССР! (Я рождён в Советском Союзе, Сделан я в СССР!) | Făcut în URSS Ucraina și Crimeea, Belarus și Moldova - Aceasta este țara mea! Sahalin și Kamceatka, Munții Ural - Aceasta este tara mea! Dar și Ținutul Krasnodar, Siberia și Povolgia, Kazahstanul și Caucazul, și Pribaltica... M-am născut în URSS Sunt făcut în URSS! M-am născut în URSS Sunt făcut în URSS! Ruricii, Romanovii, Lenin și Stalin - Aceasta este tara mea! Pușkin, Esenin, Vîsoțki, Gagarin - Aceasta este țara mea! Dar și bisericile ruinate și hramurile noi, Și Piața Roșie și construcția BAM⁠(en)[traduceți]-ului... M-am născut în URSS Sunt făcut în URSS! M-am născut în URSS Sunt făcut în URSS! Aurul olimpic, starturile, victoriile - Aceasta este tara mea! Jukov și Suvorov, combinele și torpile - Aceasta este tara mea! Dar și oligarhii și săracii, puterea și decăderea, KGB-ul, MVD⁠(en)[traduceți]-ul și marea știință... M-am născut în URSS Sunt făcut în URSS! M-am născut în URSS Sunt făcut în URSS! Dar și Glinka, Tolstoi, Dostoievski, Ceaikovski, Vrubel, Șaliapin, Șagal, Aivazovski, Petrolul și diamantele, aurul, gazul, Flota, VDV⁠(en)[traduceți]-ul, VVS-ul și spețnazul! Dar și vodca, icra, Ermitajul și rachetele, Cele mai frumoase femei de pe planetă, Șahul, opera, cel mai bun balet - Spune-mi ce nu mai avem! Chiar și Europa s-a unit într-o uniune! Împreună, strămoșii noștri au luptat în război, Împreună au câștigat al Doilea Război Mondial, Împreună cu Europa suntem cea mai mare țară! Dar Europa ne închide granițele - fără viză nu poți! Cum puteți fără noi - răspundeți, prieteni! M-am născut în URSS Sunt făcut în URSS! M-am născut în URSS Sunt făcut în URSS! Of-of, m-am născut în Uniunea Sovietică Sunt făcut în URSS! Of-of, m-am născut în Uniunea Sovietică Sunt făcut în URSS! (M-am născut în URSS Sunt făcut în URSS!) |

## Videoclip
A fi un cetățean sovietic rus mândru, este aspectul principal subliniat de imagini. Astfel, pe cămășile și eșarfele protagoniștilor este imprimat „Rusia” (în rusă Россия) și „URSS” (în rusă СССР). Pe cap, Gazmanov poartă o bandă care ilustrează un steag sovietic roșu, de epocă. Li se alătură imagini care ilustrează simboluri ale Armatei Roșii, ciocanul și secera, precum și vulturul cu două capete (stema Federației Ruse). Culorile temei sunt cele naționale: roșu, alb și albastru, iar publicul poartă steaguri rusești. Gazmanov poartă o cruce ortodoxă rusă greu vizibilă, pe lână o plăcuță de identificare⁠(en)[traduceți], întruchipând o realitate mixtă și unificatoare cu epoca sovietică, fiind în același timp una post-sovietică și una a Rusiei pre-revoluționare.
Versurile sunt susținute de mișcările corpurilor, leitmotivul „Este țara mea” fiind însoțit de mișcări ale mâinilor și bătăi din palme, ultimele având rol și de stimulare a aspectului participativ. De asemenea, în timpul primului refren muzicianul de la claviatură indică spre simbolul „URSS” afișat pe propria cămașă, în mod sincronizat cu propoziția „M-am născut în URSS”
Aspectul foarte energic al melodiei este ilustrat de rata mare de refresh a imaginii, arătând că entuziasmul publicului este adus la punctul de fierbere. Este de remarcat astfel că în clip transpare stilul piesei lui Springsteen, care a inspirat melodia lui Gazmanov, dar este evidentă și lipsa aspectului critic (prezent însă la Springsteen).

## Origine
Cântecul, cu un tempo mediu și cu o structură ritmică având accente clare, a putut fi auzit la radio încă din luna martie a anului 2005, fiind inclus pe cel de-al doisprezecele album al artistului, lansat cu un titlul omonim în același an (în iulie sau decembrie, după surse diferite). Durata sa este de 4 minute și 9 secunde.
Albumul, a inclus și un videoclip al cântecului, regizat de către Oleg Gusev, care ar fi fost filmat de fapt în anul 2004.

## Recepție
Cântecul, difuzat la radio a devenit popular și a ajuns un șlagăr, în contextul ocupării fotoliului prezidențial al Federației Ruse, de către Vladimir Putin. Simplitate și claritatea mesajului, fără ca acesta să aibă pretenții de profunzime intelectuală și să stimuleze discuții complicate din perspectiva gândirii ascultătorilor, l-a făcut să devină popular, iar dorința sa de a prezerva identitatea post-sovietică, deși uzată, a determinat un mesaj inteligibil.
Cu toate acestea, nostalgia lui Gazmanov a mers mai departe decât ar trebui, conform editorialistului Kirill Lesnikov  de la Gazeta.ru⁠(en)[traduceți].
Piesa a determinat reacții în state vecine Rusiei (Țările Baltice și Ucraina), care în prezent au o viziune diferită asupra trecutului la care melodia se referă și unde există resentiment raportat la ocuparea și încorporarea lor în Uniunea Sovietică.
Astfel după destrămarea în 1991 a Uniunii Sovietice, mulți dintre locuitorii statelor respective se opun în mod ferm să fie numiți locuitori ai țării despre care a cântat Gazmanov. Ca și consecință, în contextul promovării sale intense de către canalul MTV Rusia⁠(en)[traduceți], o scrisoare de protest a fost remisă postului de câțiva politicieni din Estonia, deranjați de către mesajul explicit referitor la ambițiile Rusiei, pe care cântecul îl poartă. Președinții Lituaniei și Estoniei au refuzat invitația de a fi prezenți la Moscova pentru comemorarea victoriei Rusiei în timpul celui de-Al Doilea Război Mondial, iar președintele Letoniei a afirmat că, se va folosi de ocazia zilei victoriei în Europa, pentru a aminti lumii „că, la sfârșitul celui de-al Doilea Război Mondial, jumătate din Europa nu a fost eliberată”.

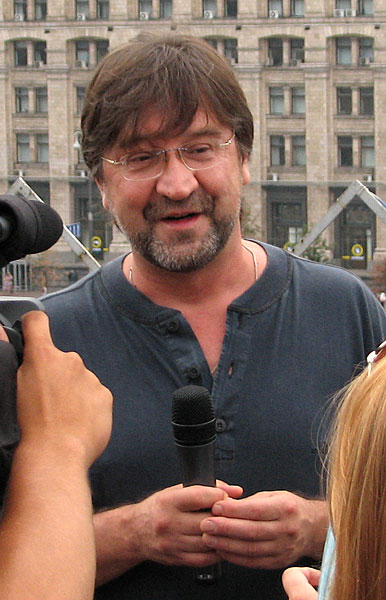
Iuri Șevciuk, aici în 2007, l-a acuzat pe Gazmanov de plagiat.

Cântărețul a afirmat că el poate trăi cu controversa și a afirmat că el nu judecă istoria, ci doar recită despre ea, aceeși justificarea aducând-o și criticilor care au vizat includerea lui Stalin și Lenin, datorită cărora milioane de oameni au ajuns în închisori sau au fost executați, în galeria marilor personalități. Cântând în continuare această melodie, a provocat scandal în mod repetat, cu diverse ocazii. Astfel, la 12 decembrie 2013, la petrecerea de după aniversarea dedicată împlinirii a 20 de ani de la adoptarea Constituției Federației Ruse, cu această ocazie Gazmanov a provocat indignarea invitaților letoni și lituanieni. Nu mai departe de două săptămâni ulterior, cântărețul a reluat interpretarea piesei la Vilnius.
La 18 martie 2022, artistul a cântat din nou acest cântec (pe care îl mai cântase și la aniversarea de 10 ani a intervenției militare ruse din Cecenia), cu prilejul unui mare miting-concert⁠(en)[traduceți] dedicat aniversării anexării Crimeii de la Ucraina de către Federația Rusă și găzduit pe stadionul Lujniki din Moscova. Mesajul transmis a sugerat că ambițiile Rusiei nu sunt limitate la Ucraina, ci urmăresc ținte mai îndepărtate. El este privit și astăzi, cu îngrijorare în Republica Moldova, dat fiind că politica președintelui Vladimir Putin reprezintă numai imaginea mai vizibilă, a contextului căruia elitele ruse îi sunt parte și care, a dus la intervenția militară a Rusiei în Ucraina.

## Acuzația de plagiat
Succesiv lansării albumului, Gazmanov a fost acuzat de Iuri Șevciuk⁠(en)[traduceți], compozitor și cântăreț al grupului DDT⁠(en)[traduceți] de plagiat al melodiei sale lansată în anul 1997 Născut în URSS⁠(ru)[traduceți] (în rusă Рождённый в СССР). Replica lui Gazmanov a fost că, de fapt Șevciuc a plagiat Born in the USA⁠(en)[traduceți] a lui Bruce Springsteen.

## Referințe

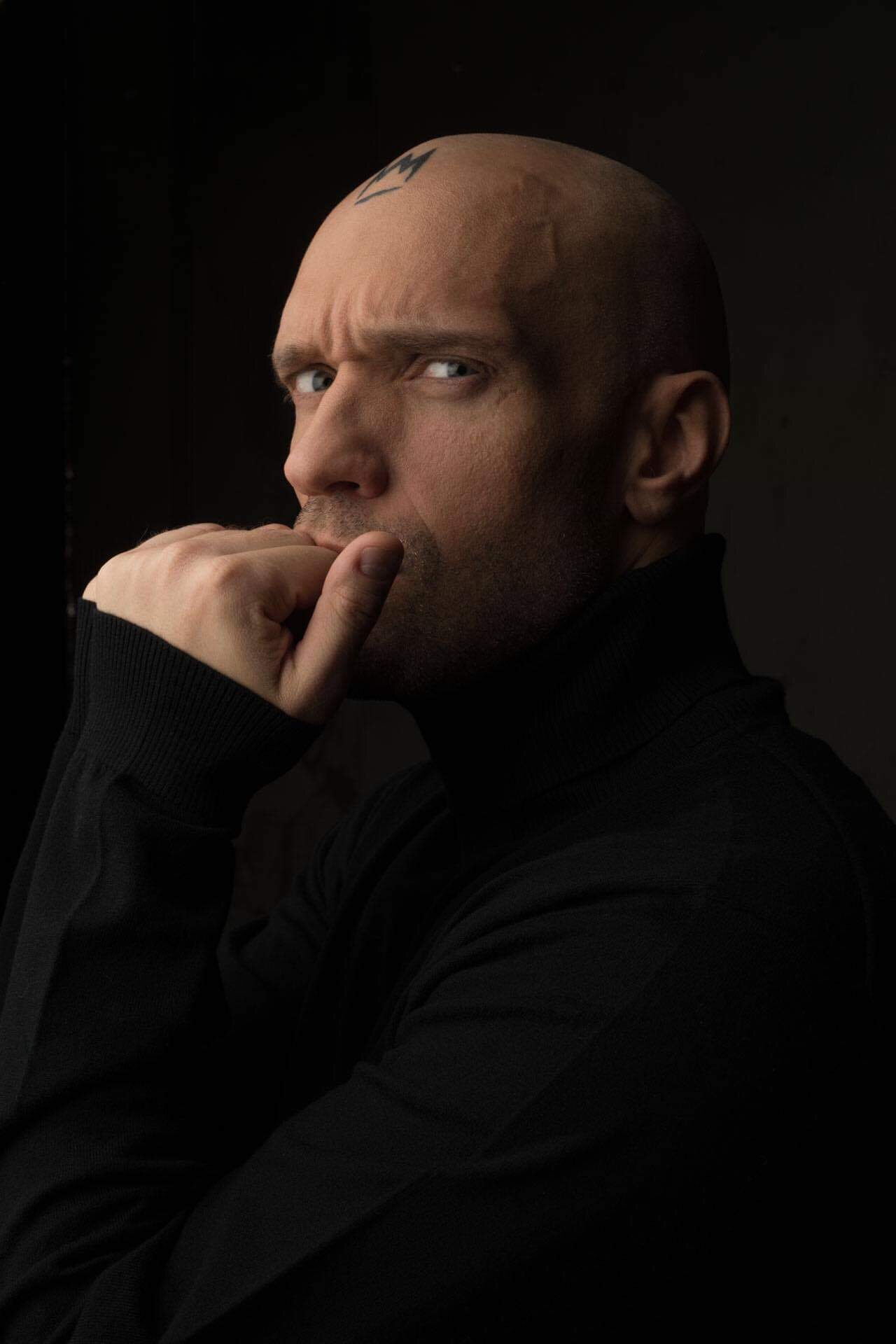
După Gazmanov, Ligalize a adus o contribuție semnificativă la dezvoltarea identității post-sovietice folosind-use la rândul său, de motivul „Născut în URSS”.